# بيل فورستر (لاعب كرة قدم أمريكية)
بيل فورستر (بالإنجليزية: Bill Forester)‏ هو لاعب كرة قدم أمريكية أمريكي، ولد في 9 أغسطس 1932 في دالاس في الولايات المتحدة، وتوفي بنفس المكان في 27 أبريل 2007.

## وصلات خارجية
- بيل فورستر على موقع مرجع كرة القدم المحترفة.كوم (الإنجليزية)